# Бомбардир (звання)

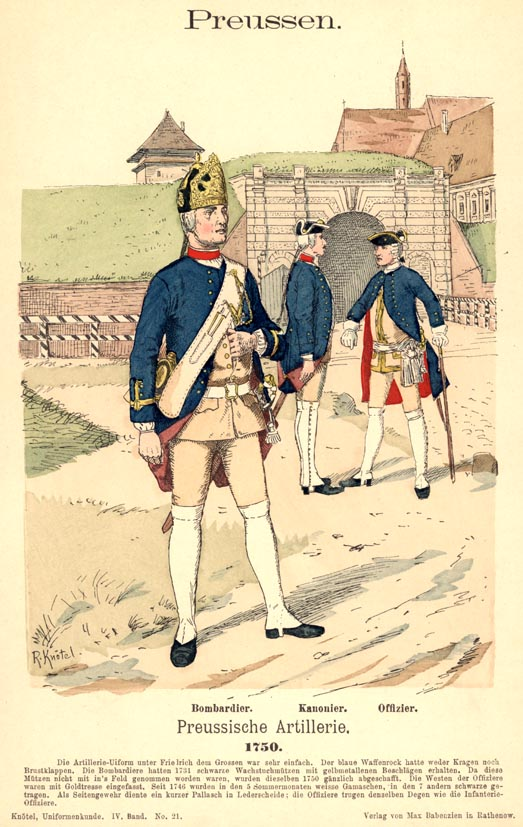
Бомбардир прусської армії. 1750

Бомбарди́р (фр. bombardier, італ. bombardiero) — військове звання, яке існувало з XVI століття в артилерійських частинах, у першу чергу в артилерійських полках різних армій, таких як Британська армія та Королівська Прусська армія. Звання дорівнювало військовому званню капрал у піхотних частинах сухопутних військ. Відповідно ранг молодший бомбардир був еквівалентний рангу молодший капрал. У Британській імперії це звання в першу чергу присвоювалося військовим в Королівському артилерійському та Королівському кінному артилерійському полках.

## Історія
У Російській імператорській армії звання «бомбардир» було введене в 1682 році для артилеристів «потішних» військ Петра I.
З кінця XVIII ст. бомбардир — рядовий артилерист, що служив при артилерійських установках для бомбичного вогню (мортири, гаубиці, єдинороги), так званих «гармат бомбардирів». Надалі бомбардир (а також бомбардир-навідник, бомбардир-лабораторист і бомбардир-спостерігач) — нижній чин артилерійських частин російської армії (відповідав єфрейторові в піхоті).
Бомбардир отримував збільшений оклад платні і зовнішню відмінність у вигляді тасьми — у гвардії жовтої, в армії білої поперек погон; у бомбардирів-навідників — вузького золотого позументу, нашиті поздовжньо, посередині погон.